# Punāhāna
Punāhāna är en ort i Indien.   Den ligger i delstaten Haryana, i den norra delen av landet, 90 km söder om huvudstaden New Delhi. Punāhāna ligger 193 meter över havet och antalet invånare är 15 332.
Terrängen runt Punāhāna är mycket platt. Runt Punāhāna är det tätbefolkat, med 790 invånare per kvadratkilometer. Närmaste större samhälle är Hodal, 16,3 km öster om Punāhāna. Trakten runt Punāhāna består till största delen av jordbruksmark.